# WebSphere (software)
WebSphere es una familia de productos de software  privado de IBM, aunque el término se refiere de manera popular a uno de sus productos específicos: WebSphere Application Server (WAS). WebSphere ayudó a definir la categoría de software middleware y está diseñado para configurar, operar e integrar aplicaciones de e-business a través de varias plataformas de red usando las tecnologías del Web.  Esto incluye componentes de run-time (como el WAS) y las herramientas para desarrollar aplicaciones que se ejecutarán sobre el WAS.
La familia de productos WebSphere además incluye herramientas para diseñar procesos de negocio (WebSphere Business Modeler), para integrarlos en las aplicaciones existentes (WebSphere Designer) y para ejecutar y monitorizar dichos procesos (WebSphere Process Server, WebSphere Monitor)...

## Lista de compatibilidades con tecnologías Java
| Versión de WebSphere | WebSphere 3.5 | WebSphere 4.0   | WebSphere 5.0      | WebSphere 5.1       | WebSphere 6.0   | WebSphere 6.1 | WebSphere 7.0      |
| -------------------- | ------------- | --------------- | ------------------ | ------------------- | --------------- | ------------- | ------------------ |
| Fecha de lanzamiento | 1998 ?        | Junio de 2001 ? | Noviembre de 2002? | Noviembre de 2003 ? | Finales de 2004 | Mayo de 2006  | Septiembre de 2008 |
| Fin de soporte       | 30 nov. 2003  | 30 abr. 2005    | 30 sep. 2006       | 30 sep. 2008        |                 |               |                    |
| JDK                  | 1.2           | 1.3             | 1.3                | 1.4                 | 1.4             | 5.0           | 6.0                |
| Java EE              | ?             | 1.2             | 1.3                | 1.3                 | 1.4             | 1.4           | 5.0                |
| Servlet              | 2.1&2.2       | 2.2             | 2.3                | 2.3                 | 2.4             | 2.4           | 2.5                |
| JSP                  | 0.91&1.0&1.1  | 1.1             | 1.2                | 1.2                 | 2.0             | 2.0           | 2.1                |
| EJB                  | 1.0           | 1.1             | 2.0                | 2.0                 | 2.1             | 2.1           | 3.0                |

## Productos que componen WebSphere

### Application Servers (Servidores de aplicaciones)
- Distributed Application & Web Servers (Servidores Web)
  - WebSphere Application Server
  - WebSphere Application Server Community Edition
  - WebSphere Application Server Express
  - WebSphere Application Server for z/OS

### Business Integration
- Application Integration and Connectivity
  - WebSphere Adapters
  - WebSphere Data Interchange
  - WebSphere DataPower SOA Appliances
  - WebSphere Enterprise Service Bus
  - WebSphere Message Broker
  - WebSphere MQ
  - WebSphere MQ Everyplace
  - WebSphere Service Registry and Repository
  - WebSphere Transformation Extender

- Dynamic Business Process Management
  - WebSphere Business Integration Server
  - WebSphere Business Integration Workbench Entry Edition
  - WebSphere Business Integration Workbench Server
  - WebSphere Business Monitor
  - WebSphere Business Services Fabric
  - WebSphere Dynamic Process Edition
  - WebSphere Integration Developer
  - WebSphere InterChange Server
  - WebSphere MQ Workflow
  - WebSphere Partner Gateway
  - WebSphere Premises Server
  - WebSphere Process Server

- Otros Business Integration
  - WebSphere Business Events
  - WebSphere Business Integration for Healthcare Collaborative Network Gateway
  - WebSphere Business Integration Server Express Plus
  - WebSphere Business Integration Server Foundation for z/OS
  - WebSphere Front Office for Financial Markets
  - WebSphere Service Registry and Repository
  - WebSphere Studio Application Developer Integration Edition

### Commerce
- Web Commerce
  - WebSphere Commerce

### Information Integration and Master Data Management
- Master Data Management
  - IBM Global Data Synchronization for WebSphere Product Center

### Mobile, Speech and Enterprise Access
- Device Software	
  - WebSphere Everyplace Custom Environment
  - WebSphere Everyplace Micro Environment

- Mobile and Enterprise Access
  - WebSphere Everyplace Mobile Portal Enable

- Speech
  - Unified Messaging for WebSphere Voice Response
  - WebSphere Voice Response for AIX
  - WebSphere Voice Server

- Translation
  - WebSphere Translation Server

- Otros Mobile, Speech and Enterprise Access
  - WebSphere IP Multimedia Subsystem Connector
  - WebSphere Presence Server
  - WebSphere Telecom Web Services Server

### Organizational Productivity, Portals and Collaboration
- Portals (Portales)
  - WebSphere Dashboard Framework
  - WebSphere Portal
  - WebSphere Portlet Factory

### Software Development
- Analysis, Modeling, Design & Construction
  - WebSphere Developer for z/Series
  - WebSphere Development Studio Client Advanced Edition for System i
  - WebSphere Portlet Factory

- Enterprise Architecture Management
  - WebSphere Business Modeler

- Software Development Suites
  - WebSphere Multichannel Bank Transformation Toolkit

- Software Quality Management
  - WebSphere Studio Workload Simulator for z/OS and OS/390

- Otros Software Development
  - WebSphere sMash

### Systems and Asset Management
- Application Performance & Availability
  - WebSphere Studio Application Monitor